# آرمن روستامیان
آرمن روستامیان (ارمنی: Արմեն Ռուստամյան؛ زادهٔ ۱ مارس ۱۹۶۰) سیاست‌مدار و فیزیک‌دان اهل ارمنستان است. وی پیشتر نماینده دوره‌های دوم تا پنجم ومجلس ملی جمهوری ارمنستان بوده‌است. وی هم اکنون نماینده دوره هشتم مجلس ملی جمهوری ارمنستان می‌باشد.

## یادداشت
1. ↑  ՀՀ Ազգային ժողովի ՀՅԴ խմբակցության ղեկավար